# لواء زينبيون
لواء زينبيون هو لواء موالي للحكومة يقاتل في سوريا مكون من الشيعة الباكستانيين. يجذب مجنديه من الشيعة الباكستانيين الذين يعيشون في إيران، الشيعة الهزارة الذين يعيشون في باكستان، وشيعة باراتشينار و‌خيبر بختونخوا. تم تشيكله وتدريبه من قبل الحرس الثوري الإيراني ويعمل تحت إمرته. بعد أن كلف في البداية بالدفاع عن مسجد السيدة زينب، دخل الخطوط الأمامية في أرجاء سوريا. يتم دفن موتى اللواء في إيران في المقام الأول.

## التاريخ
يقاتل الباكستانيون في سوريا منذ عام 2013. وقد حاربوا في الأصل في لواء فاطميون الأفغاني، وأصبحوا فقط في وقت مبكر من عام 2015 كثر بما يكفي لإنشاء لواء متميز. وعلى غرار ألوية شيعية أجنبية أخرى في سوريا، فإنها تمول وتدرب ويشرف عليها فيلق الحرس الثوري الإيراني. الغرض الرسمي لها هو الدفاع عن مسجد السيدة زنيب (ضريح زينب بنت علي، شقيقة الإمام الحسين وحفيدة النبي محمد) وغيره من الأماكن المقدسة الشيعية في سوريا. وهي تعمل أساسًا في دمشق للدفاع عن هذه الأماكن المقدسة. ومع ذلك، ومنذ عام 2015، انخرطت أيضًا في أعمال هجومية حول درعا و‌حلب، إلى جانب المقاتلين الشيعة الأجانب الآخرين.
وفقًا لإعلان عن الجماعة، يتلقى المقاتلون رواتب 120،000 روبيه (1200 دولار) شهريًا. ويتم تدريبهم لمدة 45 يومًا في البداية و6 أشهر في سوريا. معظم المقاتلين هم مواطنين باكستانيين من إيران. ويأتي العديد منهم أيضًا من مدينة باراتشينار البشتونية ذات الأغلبية الشيعية.
في 9 أبريل 2015، لقي 7 مقاتلين مصرعم وهم يدافعون عن مسجد الإمام الحسن ودفنوا في قم، إيران. في مارس 2016، قتل 6 مقاتلين دفاعًا عن ضريح الإمام رضا، ودفنوا أيضًا في قم. وفي 23 أبريل، قتل 5 مقاتلين آخرين. وقد قتل ما يقدر بنحو 69 مقاتلًا بين نوفمبر 2014 ومارس 2016.

## رد الفعل في باكستان
في ديسمبر 2015، أسفرت قنبلة عن مقتل 23 شخصًا وإصابة 30 في باراتشينار. وأعلنت جماعة جيش جهنكوي مسؤوليتها، وقالت إنها «انتقامًا من الجرائم المرتكبة ضد المسلمين السوريين من جانب إيران وبشار الأسد» وهددت باستمرار الهجمات إذا لم «يتوقف مواطنو باراتشينار عن إرسال الناس للمشاركة في الحرب السورية».